# Lauterseifen (Bergbaugebiet)
Lauterseifen, auch Lauterseiffen, war ein Bergbaugebiet bei dem 935,6 m n.m. hohen Hirschberg (Lage) im Erzgebirge. Der Abbau der Zinnlagerstätte begann spätestens zu Beginn des 16. Jahrhunderts. Die Harzgrafen von Mansfeld sind dort als Bergbaubetreiber bereits 1519, also noch vor Gründung der Bergstadt Platten, nachweisbar.
Aus den Trümmerlagerstätten unterhalb des Plattenberges wurden durch Zinnseifnen erzreiche Lagen gefunden, die dann verschiedenartig verarbeitet wurden. Im Plattner Revier nutzte man die Anschwemmungen in den Flussbetten und an den Ufern aller hiesigen Bäche, wie das Georgius Agricola beschreibt. Außerdem leiteten die Zinnseifner das Wasser von Gräben in eine Reihe parallel laufender, stufenweise hangabwärts gestufter Rinnen (in der vererzten Aufschwemmung) in der sekundären Lagerstätte wie zum Beispiel in Lauterseifen.
Die Benennung erfolgte in erzgebirgischer Mundart und bedeutet jede Menge (= lauter) Seifen[bergwerke].